# Patrimoni dell'umanità dell'Angola
I patrimoni dell'umanità dell'Angola sono i siti dichiarati dall'UNESCO come patrimonio dell'umanità in Angola, che è divenuta parte contraente della Convenzione sul patrimonio dell'umanità il 7 novembre 1991.
Al 2022 un solo sito è iscritto nella Lista dei patrimoni dell'umanità: Mbanza Kongo, vestigia della capitale dell'antico Regno del Kongo, scelta nel 2017 in occasione della quarantunesima sessione del comitato del patrimonio mondiale. Tredici sono invece le candidature per nuove iscrizioni.

## Siti del Patrimonio mondiale
| Foto | Sito                                                              | Luogo        | Tipo                      | Anno | Descrizione |
| ---- | ----------------------------------------------------------------- | ------------ | ------------------------- | ---- | --- |
|      | Mbanza Kongo, vestigia della capitale dell'antico Regno del Kongo | Mbanza Congo | Culturale (1511; iii, iv) | 2017 | La città di Mbanza Kongo, situata su un altopiano a 570 m di altitudine, fu la capitale politica e spirituale del Regno del Kongo, uno dei più grandi stati costituiti nell'Africa meridionale dal XIV al XIX secolo. L'area storica si sviluppò attorno alla residenza reale, al tribunale consuetudinario e all'albero sacro, nonché ai luoghi funerari reali. Quando i portoghesi arrivarono nel XV secolo, aggiunsero edifici in pietra costruiti secondo metodi europei all'agglomerato urbano esistente costruito con materiali locali. Mbanza Kongo illustra, più che altrove nell'Africa sub-sahariana, i profondi cambiamenti causati dall'introduzione del cristianesimo e dall'arrivo dei portoghesi nell'Africa centrale. |

## Siti candidati
| Foto | Sito                                                | Luogo                                                                                     | Tipo                          | Anno       | Descrizione |
| ---- | --------------------------------------------------- | ----------------------------------------------------------------------------------------- | ----------------------------- | ---------- | --- |
|      | Fortezza di São Miguel                              | Luanda                                                                                    | Culturale (921)               | 22/11/1996 | La Fortezza di São Miguel sorge sul vecchio monte di São Paulo, vicino al ponte dell'isola di Luanda. È la prima costruzione difensiva costruita in Angola, fatta costruire da Paulo Dias de Novais, il primo governatore dell'Angola che sbarcò a Luanda nel 1575. Si tratta di una vasta area cinta da fortificazioni e contrafforti, un complesso in parte in rovina di forma poligonale. |
|      | Fortezza di São Pedro da Barra                      | Luanda                                                                                    | Culturale (922)               | 22/11/1996 | La Fortezza di São Pedro da Barra è situata sull'antico Morro de Kassandama, attuale quartiere Ngola Kiluange, a Luanda. Nel 1663 il re del Portogallo mandò a erigere una forte difesa della Barra de Luanda. Quindi sebbene l'attuale forte di São Pedro da Barra sia stato fondato nel 1703, un'altra fortezza più antica fu costruita nello stesso luogo per offrire più solidità all'occupazione portoghese e questo contribuì molto a dare una maggiore protezione ai suoi interessi economici nella regione. |
|      | Fortezza di São Francisco do Penedo                 | Luanda                                                                                    | Culturale (923)               | 22/11/1996 | Nel XVII secolo per ordine del re di Spagna Filippo III fu creata una commissione per studiare come fortificare Luanda. Uno degli edifici-chiave previsti per proteggere la città era la Fortezza di Penedo. La Fortezza avrebbe così garantito la sicurezza dell'occupazione europea, fornendo una maggiore sicurezza alla rete dei traffici degli schiavi, che dal porto di Luanda venivano inviati in America. |
|      | Fortezza di Massangano                              | Massangano                                                                                | Culturale (924)               | 22/11/1996 | La Fortezza fu fondata da Cerveira Pereira nel 1583, per ampliare la zona dell'occupazione portoghese. I portoghesi erano stati respinti dagli Ngola, quando nel 1582 Paulo Dias de Novais tentò di penetrare nella regione, stimolato dalla leggenda delle miniere d'argento. Lo scopo della sua costruzione era distruggere la resistenza mostrata dagli indigeni, marcare la presenza armata e garantire solidità alle reti di traffico clandestino di schiavi. Massangano era considerata una miniera d'oro, dove molte persone venivano catturate per diventare manodopera a buon mercato nelle piantagioni e nelle miniere degli europei nelle terre americane. |
|      | Chiesa di Nossa Senhora da Victoria                 | Massangano                                                                                | Culturale (925)               | 22/11/1996 | La chiesa di Nossa Senhora da Victoria a Massangano fu il primo edificio fuori dall'allora villaggio di São Paulo de Luanda. La sua costruzione durò circa 7 anni, probabilmente tra il 1583 e il 1590. Massangano fu utilizzato come centro di commerci e di operazioni militari nell'interno del Paese. Fu anche un centro religioso essendo stato elevato a Sede di governo ecclesiastico, tra il 1641 e il 1648, durante l'occupazione olandese di Luanda. Come molte altre chiese, la Chiesa di Massangano aveva degli schiavi ed era il locale dove molti di loro venivano battezzati, oppure, era il locale dove cristianizzavano i neri catturati nelle fattorie (Feitorias) e durante le guerre organizzate dai portoghesi per ottenere un maggior numero di schiavi.                                                                    |
|      | Fortezza di Kambambe                                | Cambambe                                                                                  | Culturale (926)               | 22/11/1996 | La Fortezza di Kambambe costruita nel 1604, come altre, fu un punto di appoggio alla conquista e alla penetrazione nel territorio angolano attraverso il fiume Kwanza. L'occupazione di Kambambe costò molto ai portoghesi, a causa della resistenza offerta dagli indigeni all'autorità straniera. Oltre a materializzare la presenza armata portoghese, veniva utilizzato come deposito di merci e prigionieri provenienti dalle fattorie in attesa dell'imbarco per l'America. Kambambe era un importante centro di azioni illegali e tratta degli schiavi, da dove i portoghesi organizzarono attacchi ai villaggi più vicini al fine di ottenere un numero maggiore di schiavi. |
|      | Fortezza di Muxima                                  | Muxima                                                                                    | Culturale (927)               | 22/11/1996 | Fondata nel 1599, la Fortezza di Muxima fu la prima prigione del periodo di occupazione portoghese. Aiutò l'avanzata della penetrazione all'interno del territorio angolano e assicurò la difesa contro il popolo angolano che opponeva resistenza all'occupazione portoghese e alle altre potenze coloniali, andando a bloccare le navi che risalivano il fiume Kwanza in cerca di schiavi all'interno del paese. La sua costruzione sarebbe venuta a sostenere i rapporti commerciali, i mercati interni, il commercio dell'avorio e soprattutto il traffico di schiavi. |
|      | Chiesa di Nossa Senhora da Conceição da Muxima      | Muxima                                                                                    | Culturale (928)               | 22/11/1996 | Situata sulla sponda sinistra del fiume Kwanza, questa chiesa è contemporanea della Fortezza di Muxima. Il villaggio di Muxirna fu occupato dai portoghesi nel 1589 e dieci anni dopo (1599), fu fondata la Fortezza e fu costruita la chiesa, invocando la benedizione divina da "Nossa Senhora da Muxima". Muxima era un importante centro del traffico di schiavi, protetto dalla Fortezza, e la chiesa ebbe un ruolo importante nella materializzazione del traffico, perché in questo locale religioso gli schiavi venivano battezzati prima di essere deportati. Si tratta di un edificio spazioso e robusto con un'architettura severa tipicamente portoghese. |
|      | Fortino di Kikombo                                  | Quicombo                                                                                  | Culturale (929)               | 22/11/1996 | Situato nella piccola baia di Quicombo, il fortino di Kikombo è legato alla storia della dominazione olandese e della riconquista portoghese. Qui fu fondata la squadra di soccorso del governatore Francisco de Soto Mayor nel 1645 e successivamente nel 1648 la squadra di Salvador Correia, che da lì partì per la restaurazione di Luanda e dell'Angola. Il fortino è anche legato al traffico degli schiavi, svolgendo il ruolo di deposito e sito d'imbarco degli schiavi che venivano catturati nelle fattorie dell'interno, fungendo da protezione contro gli assalti degli indigeni, che opponevano resistenza all'occupazione del territorio angolano e soprattutto contro il traffico di schiavi. |
|      | Chiesa di Nossa Senhora do Rosario                  | Cambambe                                                                                  | Culturale (930)               | 22/11/1996 | Questa chiesa fu costruita per ordine del governatore Manuel Cerveira Pereira nel 1603. È una delle chiese più antiche, e la sua conformazione architettonica è simile alla Chiesa di Muxima. Possedeva alcuni schiavi ed era il locale religioso dove venivano battezzati gli schiavi provenienti dalle fattorie (Feitorias) e dalle catture fatte dai portoghesi nei villaggi vicini per essere usati come manodopera a buon mercato nelle piantagioni e nelle miniere che gli europei possedevano nelle terre americane. |
|      | Corredor do Kwanza – paesaggio culturale            | Provincia di Bié, Provincia di Cuanza Nord, Provincia di Cuanza Sud, Provincia di Malanje | Misto (6250; iii, v, vi, vii) | 09/05/2017 | Cuore del Regno di Ndongo, il Corredor do Kwanza ha saputo nel tempo sintetizzare relazioni culturali, storia e patrimonio comune di popoli che hanno costruito la loro identità locale, regionale e anche nazionale, stabilendo legami attivi e convergenti tra l'agire dell'uomo e il suo ambiente. Il suo primitivo ambiente urbano risale infatti ai secoli passati e include attrazioni turistiche di grande interesse, disseminate lungo la sponda del fiume Kwanza. A titolo di esempio si possono citare i santuari (Muxima, Masanganu e Rosario), le rovine di Kambambe, le famose rovine di Nova Oeiras, le tradizioni popolari, le rigogliose foreste di Kazengu e Libolo, le cascate e le rapide, oltre al fatto che sia un punto di passaggio obbligato che collega diverse regioni del paese con un bellissimo paesaggio tropicale. |
|      | Sito archeologico di Chitundo-Hulu                  | Virei                                                                                     | Culturale (6251; iii, v)      | 09/05/2017 | Chitundo-Hulu è un insieme formato da due cavità (Chitundo-Hulu Mucai/Opeleva e Chitundo-Hulu Mulume) con pitture rupestri e numerose incisioni a cielo aperto. Chitundo-Hulu è uno dei siti di arte rupestre più iconici dell'Africa meridionale, che comprende pittura e incisione sullo stesso inselberg. |
|      | Cuito Cuanavale, sito di liberazione e indipendenza | Kuito Kuanavale                                                                           | Culturale (6252; iii, vi)     | 09/05/2017 | Cuito Cuanavale è entrato negli annali della storia del popolo angolano come culla di una delle più violente battaglie militari del continente africano durante l'ultima metà del XX secolo. Cuito Cuanavale ha accolto e consacrato le più brillanti espressioni contemporanee di solidarietà internazionale per la difesa e il rinnovamento della patria, ha dato il nome alla battaglia che ha spazzato via il mito dell'invincibilità dell'esercito razzista sudafricano e ha aperto una nuova era nella storia dei popoli dell'Africa del Sud-Ovest. |